# Ciało obce (album)
Ciało obce – siódmy album grupy happysad. Płyta została nagrana w dniach 22-29 lipca 2016, w ponad stuletniej stodole, w miejscowości Nowe Kawkowo. Zespół, ponownie pod okiem producenta, Marcina Borsa, nagrał jedenaście piosenek, po raz pierwszy w historii w sześcioosobowym składzie. W komponowaniu i nagrywaniu materiału brali udział nowi członkowie grupy - Maciej Ramisz i Michał Bąk, którzy od dawna wspomagają zespół na koncertach.
Płytę wydano 10 lutego 2017. Album zadebiutował na 1. miejscu zestawienia OLiS. Przedpremierowo sprzedano ponad 4 tysiące egzemplarzy płyty, co stanowi rekord wytwórni Mystic Production. Okładkę albumu zaprojektował Grzegorz Piwnicki Forin.
Do albumu zrealizowano jedenaście klipów, będących małym hołdem złożonym miejscu, w którym została nagrana płyta. Ujęcia na potrzeby teledysków zostały zarejestrowane w dniach 21-23 listopada 2016, przez ekipę filmową Sky Piastowskie. Wyjątkiem jest klip do utworu Ciało obce, który został zarejestrowany w czerwcu 2017, w Warszawie.

## Lista utworów
| 1.  | "-1"               | 1:19  |
|     |                    |       |
| 2.  | "Dłoń"             | 2:31  |
|     |                    |       |
| 3.  | "Nie umiem kłamać" | 3:36  |
|     |                    |       |
| 4.  | "Medellin"         | 5:59  |
|     |                    |       |
| 5.  | "Czwarty dzień"    | 4:00  |
|     |                    |       |
| 6.  | "Dług"             | 5:15  |
|     |                    |       |
| 7.  | "XXM"              | 3:49  |
|     |                    |       |
| 8.  | "Ciało obce"       | 3:37  |
|     |                    |       |
| 9.  | "Idę"              | 3:48  |
|     |                    |       |
| 10. | "Heroina"          | 6:30  |
|     |                    |       |
| 11. | "Nadzy na mróz"    | 5:26  |
|     |                    |       |
|     |                    | 45:50 |
|     |                    |       |